# بولونیانو
بولونیانو (به ایتالیایی: Bolognano) یک کومونه در ایتالیا است که در استان پسکارا واقع شده‌است.

## خصوصیات
بولونیانو ۱۶٫۷۵ کیلومترمربع مساحت و ۱٬۲۱۲ نفر جمعیت دارد و ۲۷۶ متر بالاتر از سطح دریا واقع شده‌است.